# گرسینگهم
گرسینگهم (به انگلیسی: Gressingham) یک روستا و محله مدنی در بریتانیا است که در لنکستر واقع شده‌است. گرسینگهم ۱۵۳ نفر جمعیت دارد.